# 比格斯 (密蘇里州)
比格斯（英語：Biggs）是位於美國密蘇里州道格拉斯縣的鬼鎮。

## 歷史
比格斯的郵局於1893年設立，其後於1920年停運。

## 地理
比格斯所處的海拔為高於海平面261米（即856英呎），而該地所採用的時區為UTC-6，即北美中部時區（CST）。同時該地設有夏令時間，為UTC-6調快一小時，即UTC-5（CDT）。